# Nuova strada ANAS 215 ex SS 51 (Variante tra Castello Lavazzo e Macchietto)
La nuova strada ANAS 215 ex SS 51 (Variante tra Castello Lavazzo e Macchietto) (NSA 215) è un tratto della strada statale 51 di Alemagna che ha perso la classificazione SS 51, data la costruzione di una variante.
Si tratta del tratto storico della SS 51 oggi sostituito dalle gallerie Termine (aperta nel 1996) e Ospitale (aperta nel 2003).

## Percorso
Inizia in prossimità della galleria Termine, sull'incrocio per l'accesso a Termine di Cadore. La NSA 215 attraversa il centro abitato di Termine di Cadore, attraversa il centro abitato di Ospitale di Cadore, la località Rivalgo e si conclude presso Macchietto, in comune di Perarolo di Cadore.